# Боа-Нова
Боа-Нова (порт. Boa Nova)  —  муниципалитет в Бразилии, входит в штат Баия. Составная часть мезорегиона Юго-центральная часть штата Баия. Входит в экономико-статистический микрорегион Витория-да-Конкиста. Население составляет 25 678 человек на 2006 год. Занимает площадь 856,886 км². Плотность населения — 30,0 чел./км².
Праздник города — 6 августа.

## История
Город основан 6 августа 1921 года.

## Статистика
- Валовой внутренний продукт на 2003 год составляет 32 342 540,00 реалов (данные: Бразильский институт географии и статистики).
- Валовой внутренний продукт на душу населения на 2003 год составляет 1386,90 реалов (данные: Бразильский институт географии и статистики).
- Индекс развития человеческого потенциала на 2000 год составляет 0,564 (данные: Программа развития ООН).